# Dschoon-Aryk
Der Dschoon-Aryk (kirgisisch Жоон-Арык) ist der rechte Quellfluss des Tschüi im Oblus Naryn im Norden von Kirgisistan (Zentralasien).
Der Dschoon-Aryk entsteht am Zusammenfluss von Karakudschur und Tölök. Er fließt anfangs in nordnordwestlicher, später in nordöstlicher Richtung durch die westlichen Ausläufer des Terskej-Alatau. Schließlich trifft er nahe dem Dorf Kotschkor, dem Verwaltungszentrum des Rajons Kotschkor, auf den von Westen heranströmenden Kotschkor. Beide Flüsse vereinigen sich zum Tschüi. Der Dschoon-Aryk hat eine Länge von 35 km. Das Einzugsgebiet des Kotschkor umfasst 2240 km². Der mittlere Abfluss liegt bei 11,4 m³/s.